# Понсонби, Уильям, 2-й граф Бессборо
Уильям Понсонби, 2-й граф Бессборо (англ. William Ponsonby, 2nd Earl of Bessborough; 1704 — 11 марта 1793) — англо-ирландский пэр и политик. Он был известен как Достопочтенный Уильям Понсонби с 1723 по 1739 год и виконт Дунканнон с 1739 по 1758 год.

## Происхождение и образование
Родился в 1704 году. Старший сын Брабазона Понсонби, 1-го графа Бессборо (1679—1758), и его первой жены Сары Маргетсон (? — 1733). Он получил образование в Тринити-колледже Дублинского университета.

## Политическая карьера

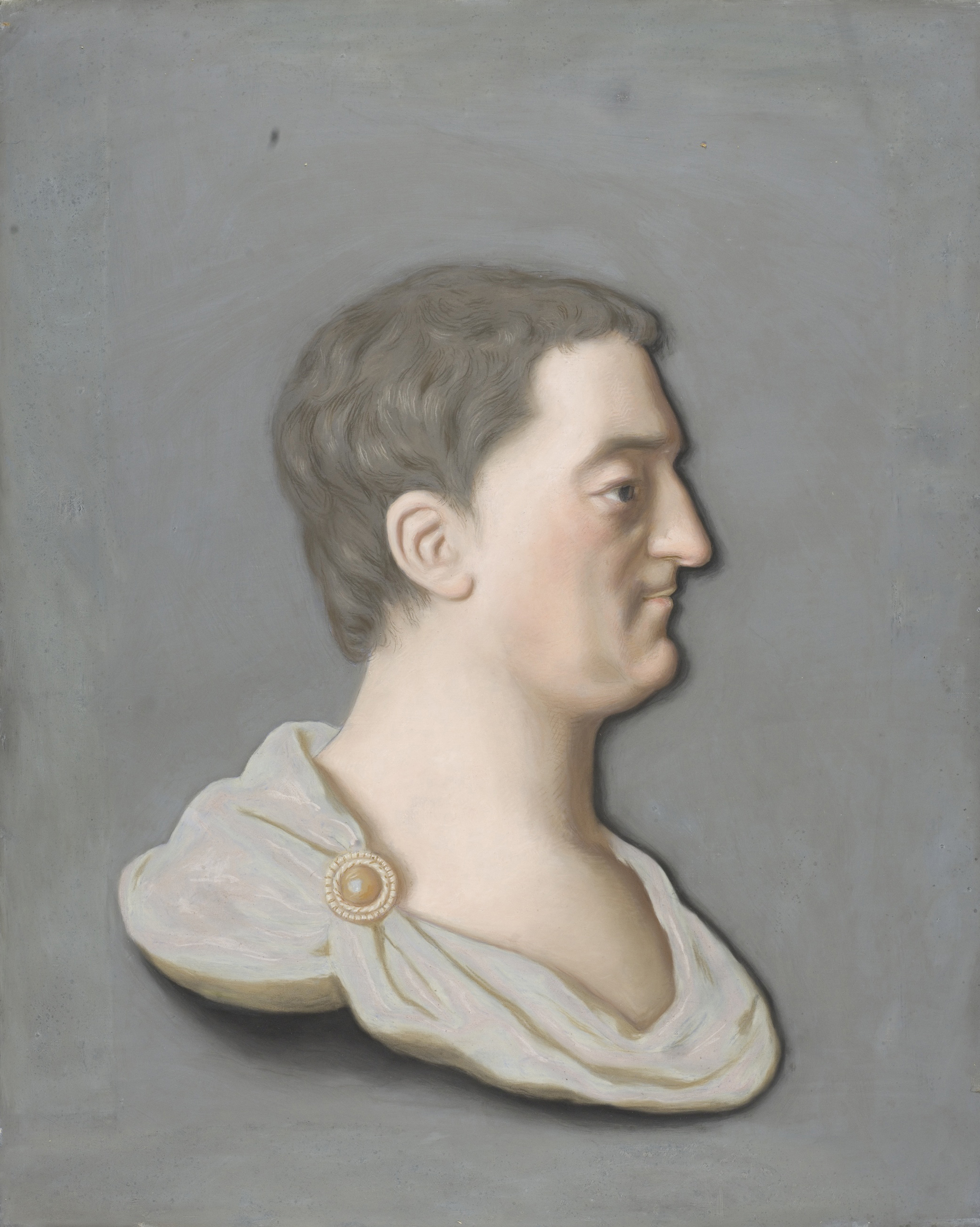
Пастель сэра Уильяма Понсонби работы Жана-Этьена Лиотара

Уильям Понсонби заседал в Ирландской палате общин от Ньютаунардса (1725—1727) и графства Килкенни (1727—1758).
С 1741 по 1745 год он служил главным секретарем Ирландии под началом своего тестя, тогдашнего лорда-лейтенанта Ирландии. Уильям Понсонби занимал должности лорда-комиссара Адмиралтейства (1746—1756) и лорда-комиссара казначейства (1756—1759). Он также заседал в Палате общин Великобритании от Дерби (1742—1754), Салташа (1754—1756) и Харвика (1756—1758).
4 июля 1758 года после смерти своего отца Уильям Понсонби унаследовал титулы 2-го графа Бессборо (Пэрство Ирландии), 3-го барона Бессборо из Бессборо в графстве Килкенни (Пэрство Ирландии), 3-го виконта Дунканнона из замка Дунканнон в графстве Уэксфорд (Пэрство Ирландии) и 2-го барона Понсонби из Сайсонби в графстве Лестершир (Пэрство Великобритании). 23 ноября того же 1758 года Уильям Понсонби сменил своего отца в Палате лордов Великобритании в качестве барона Понсонби из Сайсонби.
В июне 1759 года Уильям Понсонби был назначен генеральным почтмейстером Великобритании вместе с Робертом Хэмпден-Тревором, 1-м виконтом Хэмпденом. Он ушел в отставку, когда его зять Уильям Кавендиш, 4-й герцог Девонширский, был уволен с поста лорда-камергера в октябре 1762 года. Он был повторно назначен на эту должность (и стал членом Тайного совета Великобритании) в июле 1765 года вместе с Томасом Робинсоном, 1-м бароном Грэнтэмом, пока он не ушел в отставку в 1766 году, его первоначальное предложение уйти в отставку было отклонено.
После смерти Уильяма Понсонби 11 марта 1793 года его титулы унаследовал его сын Фредерик Понсонби.

## Семья

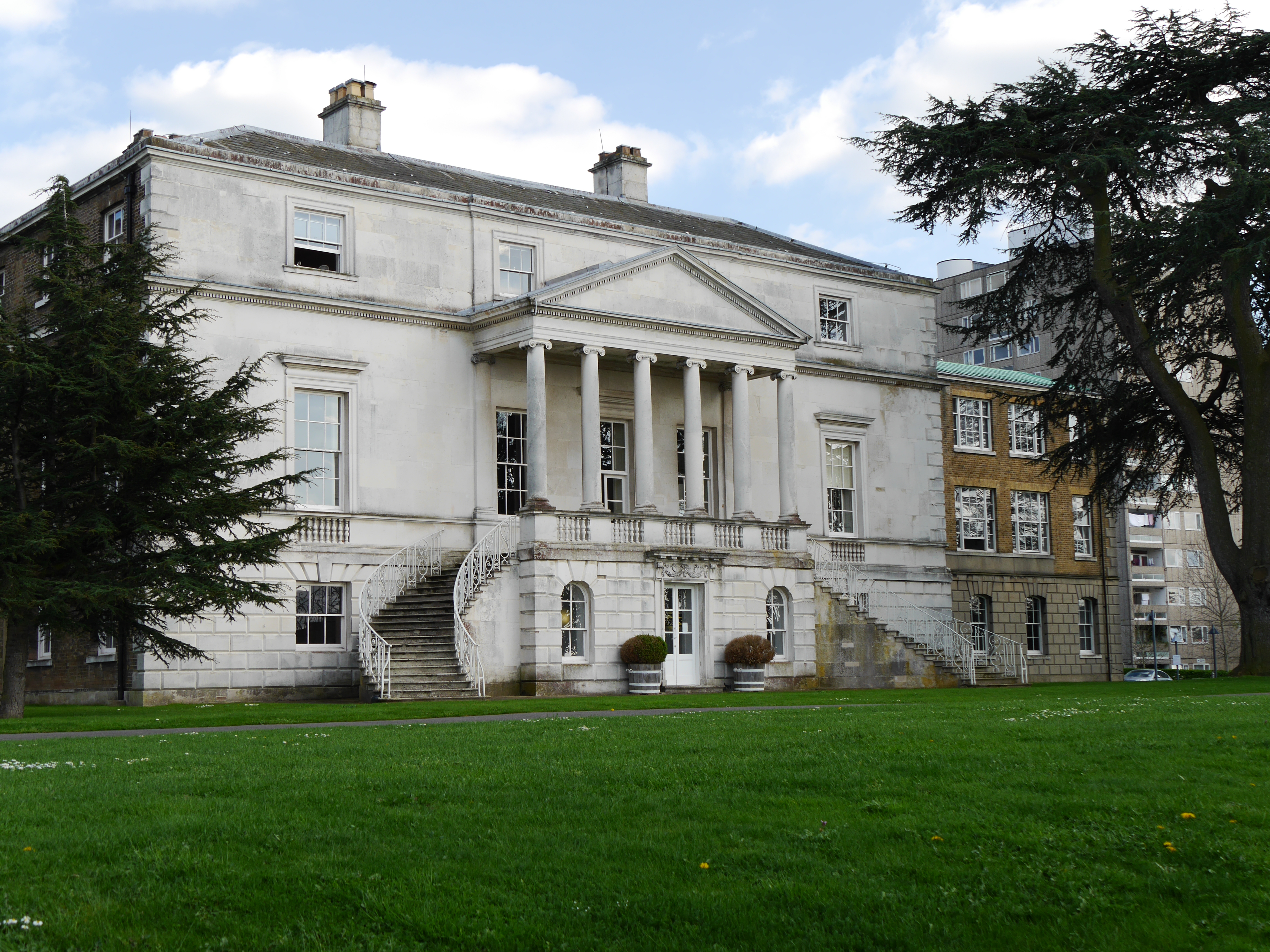
Паркстед-хаус, Рохамптон

5 июля 1739 года Уильям Понсонби женился на леди Кэролайн Кавендиш (22 мая 1719 — 20 января 1760), старшей дочери Уильяма Кавендиша, 3-го герцога Девонширского (1698—1755) и Кэтрин Хоскинс или Хоскин (ок. 1700—1777). У супругов было трое выживших детей:
- Леди Кэтрин Понсонби (14 октября 1742 — 4 сентября 1789), в 1763 году она вышла замуж за Обри Боклера, 5-го герцога Сент-Олбанса.
- Леди Шарлотта Понсонби (29 ноября 1747 — 13 мая 1822), в 1770 году она вышла замуж за Уильяма Фицуильяма, 4-го графа Фицуильяма.
- Фредерик Понсонби, 3-й граф Бессборо (24 января 1758 — 3 февраля 1844), преемник отца.

Паркстед-хаус, Рохамптон, был построен в 1750 году для Уильяма Понсонби и в настоящее время является частью Рохэмптонского университета.